# Nihošovice
Nihošovice (en allemand : Nihoschowitz) est une commune du district de Strakonice, dans la région de Bohême-du-Sud, en République tchèque. Sa population s'élevait à 306 habitants en 2020.

## Géographie
Nihošovice se trouve à 9 km au sud-sud-ouest de Strakonice, à 51 km au nord-ouest de České Budějovice et à 108 km au sud-sud-ouest de Prague.
La commune est limitée par Úlehle au nord-ouest, par Libětice au nord, par Němětice à l'est, par Volyně au sud et par Čestice à l'ouest.

## Histoire
La première mention écrite du village date de la première moitié du XIVe siècle.

## Administration
La commune se compose de deux quartiers :
- Jetišov
- Nihošovice

## Galerie

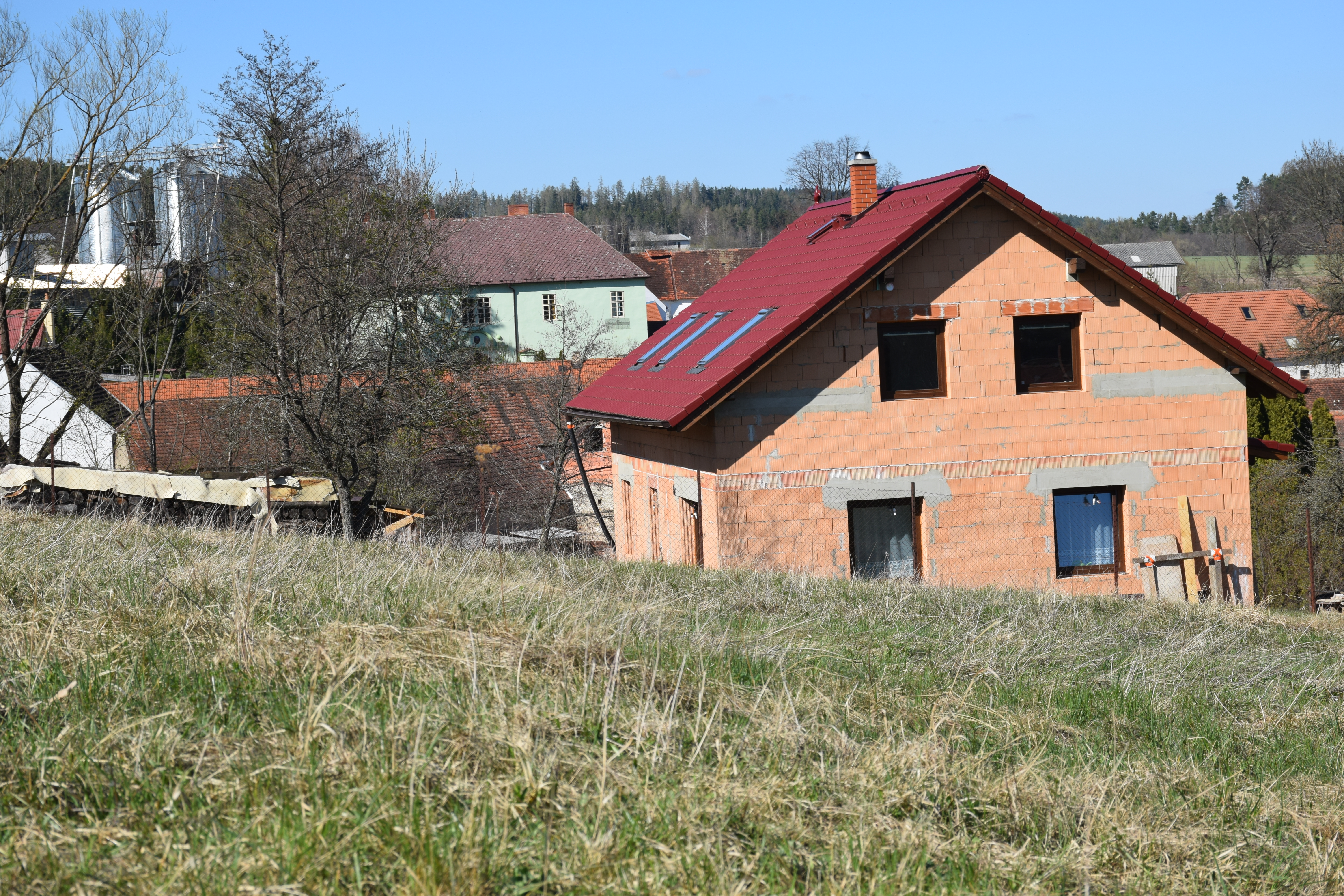
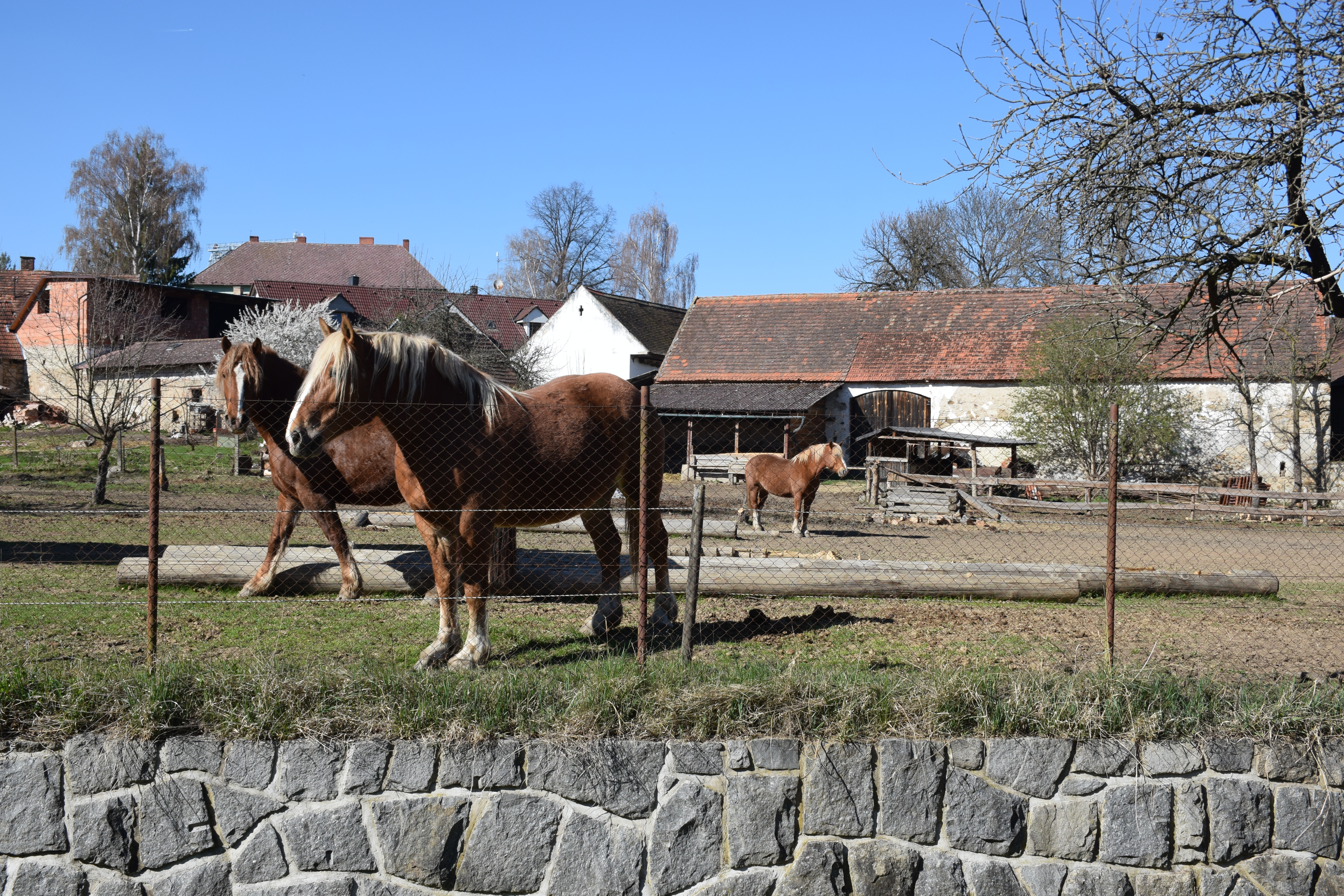
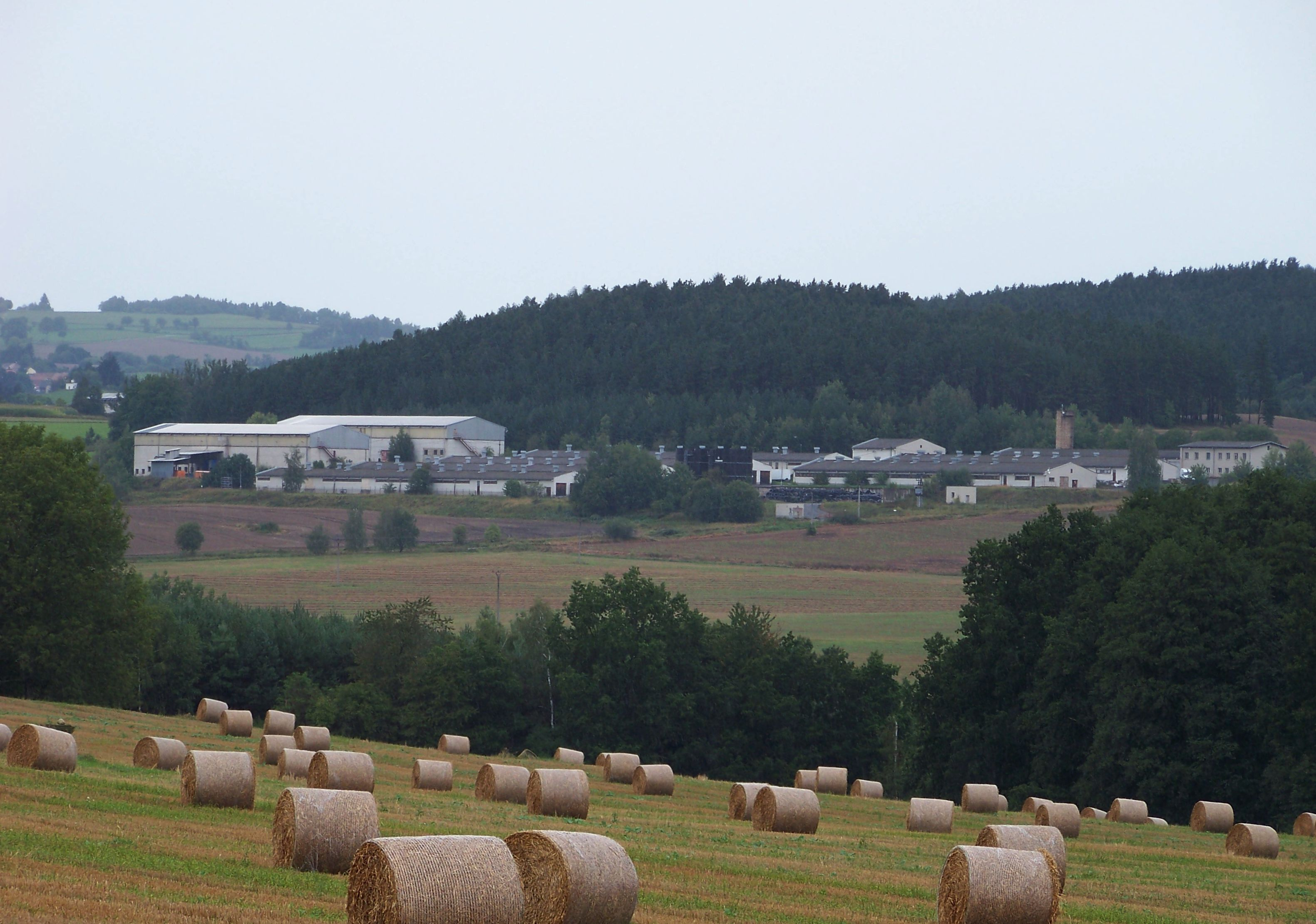